# Mallotus glabriusculus
Mallotus glabriusculus là một loài thực vật có hoa trong họ Đại kích. Loài này được (Kurz) Pax & K.Hoffm. mô tả khoa học đầu tiên năm 1914.